# Bertrand Grospellier
Bertrand Grospellier, alias ElkY, né le 8 février 1981 à Melun, est un joueur de poker français.
D’abord pro-gamer sur le jeu vidéo StarCraft, il se reconvertit avec succès dans le poker. Il est le deuxième plus gros gagnant français de l'histoire en tournoi live.
En juin 2011, il devient le premier Français à obtenir une « Triple couronne », c'est-à-dire un bracelet des World Series of Poker (WSOP), un titre au World Poker Tour (WPT) et un titre à l'European Poker Tour (EPT).

## Biographie

### Enfance et études
Fils d’un employé de banque, Bertrand Grospellier passe ses premières années à Melun, où il découvre les jeux vidéo très jeune, en jouant dès l'âge de 3 ans avec son grand frère âgé de 10 ans de plus que lui. Plus tard, il vit à Villers-lès-Nancy, et passe son bac S au lycée Stanislas de Nancy. Il s’inscrit en 1999 à l’université Henri-Poincaré Nancy I en DEUG MIAS, qu’il ne finira jamais, car il travaillait en même temps à Paris pour une salle de jeux en réseau qui finançait ses tournois. Ayant pour rêve de vivre du jeu vidéo,, il part vivre à Séoul, en Corée du Sud.

### Jeux vidéo
Bertrand Grospellier se fait connaître comme étant l’un des meilleurs joueurs mondiaux de Starcraft: Brood War au sein des équipes GoodGame, AMD et iVenture. Il finit notamment deuxième au World Cyber Games en 2001, derrière le coréen Lim Yo-Hwan (BoxeR), et poursuit quelque temps sa carrière en Corée du Sud, étant rémunéré pour son activité de « pro gamer ». Son surnom « ElkY » provient de « Elkantar », un nom de personnage de jeu de rôle.
En 2010, pour accompagner le lancement de StarCraft 2, il participe en tant qu'invité au festival du jeu vidéo à Paris, puis à l'eOSL Winter'10.
Depuis novembre 2015, en parallèle de son activité au poker, il intègre l'équipe d'e-sport professionnelle TeamLiquid sur le jeu Hearthstone,. Le 31 mars 2016, il signe sa première victoire en compétition depuis qu'il a rejoint l'équipe, en remportant face à soixante-neuf adversaires l'Insomnia (en) Truesilver Championship Redemption Cup au National Exhibition Centre de Birmingham.

#### Palmarès vidéoludique
- 2001 : 3e - StarCraft: Brood War, KBK Jeju, 2001 (Séoul, Corée du Sud)[14] ;
- 2001 : 2e - StarCraft: Brood War, World Cyber Games 2001 (Séoul, Corée du Sud)[15] ;
- 2002 : 4e - StarCraft: Brood War, World Cyber Games 2002 (Daejeon, Corée du Sud)[16] ;
- 2002 : 4e - StarCraft: Brood War, SKY 2 Ongamenet Starleague (en), 2002 (Séoul, Corée du Sud)[17] ;
- 2002 : 2e - Warcraft III: Reign of Chaos, Ongamenet WarCraft Retail League, 2002 (Séoul, Corée du Sud)[18] ;
- 2003 : 1er - StarCraft: Brood War, Euro Cyber Games 2003 (Paris, France)[19] ;
- 2003 : Round 8 - StarCraft: Brood War, World Cyber Games 2003 (Séoul, Corée du Sud)[20] ;
- 2004 : Round 16 - StarCraft: Brood War, World Cyber Games 2004 (San Francisco, Californie, États-Unis)[21] ;
- 2016 : 1er - Hearthstone: Heroes of Warcraft, Insomnia Truesilver Championship Redemption Cup (Birmingham, Royaume-Uni)[13].

### Poker
En 2005, Bertrand Grospellier fait la transition vers le poker, comme d’autres anciens joueurs de StarCraft, notamment Hevad Khan (en), Lex Veldhuis (en), Ryan Daut (en), Dan Schreiber (en), Guillaume Patry (en). Il commence par « multitabler » massivement les Sit-and-go sur le site de poker en ligne PokerStars, jouant parfois plus de vingt tables simultanément.
En 2006, il est le premier joueur à atteindre le statut Supernova sur PokerStars, puis quelques mois plus tard le statut Supernova Elite (1 000 000 de VIP Player Points). Pour atteindre cet objectif, il sacrifie ses gains, sa « courbe SharkScope » (un site internet traquant les gains des joueurs) étant devenu source de plaisanterie sur les forums internet. Mais, à la suite de toutes ses parties jouées et à sa cohorte de fans (beaucoup le soutenant déjà depuis StarCraft), il est parrainé par PokerStars.
Les résultats ne tardent pas à venir. Il termine deuxième du tournoi European Poker Tour de Copenhague en janvier 2007 en empochant ainsi un prix de 309 000 euros.
En juin 2007, il fait une finale aux World Series of Poker (WSOP) dans un 2 500 USD No Limit Hold’em, et termine neuvième remportant 29 124 USD.
En janvier 2008, il remporte le PokerStars Caribbean Adventure (PCA) à Nassau, aux Bahamas (comptant pour l’European Poker Tour) et remporte au passage la somme de deux millions de dollars. Avec ce gain, il devient le joueur français de poker avec les plus gros gains en tournoi, dépassant Bruno Fitoussi.
En mai 2008, il finit cinquième du grand prix de Paris à l’Aviation Club de France et gagne 78 660 euros.
À partir du 2 juin 2008, il participe à l’émission NRJ Poker Star sur la chaîne NRJ 12 au côté de Fabrice Soulier, dans laquelle il soutient des joueurs amateurs en compétition pour un contrat de joueur professionnel d’un montant de 200 000 USD.
En octobre 2008, il remporte le tournoi World Poker Tour (WPT) de Festa al Lago au Bellagio et plus de 1 400 000 USD. Il réalise ainsi le doublé EPT/WPT dans la même année.
Il se classe troisième au POY 2008 (Player Of the Year - Joueur de l’année).
Le 8 janvier 2009, il remporte le PCA High roller 25K$ pour un montant de 433 500 USD. Trois semaines plus tard, il termine troisième du High roller de l’EPT Deauville et gagne 76 800 euros.
En février 2009, il sort le livre Kill ElkY, l’adaptation française de Kill Everyone de Lee Nelson (en), Tysen Streib et Kim Lee. Le livre se concentre sur les stratégies de Texas hold'em No Limit en tournois multi-tables et sit’n go. En bonus, Elky explique aux joueurs comment appliquer la bonne stratégie au bon moment, leur donne les tactiques les plus appropriées et leur fournit de nouvelles armes pour combattre et vaincre en tournoi, notamment : la Fear et Fold Equity, le jeu à l’équilibre, les facteurs « Bulle », les stratégies propres aux fins de tournoi, le jeu optimisé en Heads–Up, etc.
En mars 2009, il atteint les demi-finales du NBC Heads Up Championship, et remporte 125 000 USD. Un mois plus tard, il termine troisième du championnat du monde WPT à 25 000 USD (WPT World Championship) et remporte la somme de 776 245 USD. Il devient ainsi, lors de la septième saison, le joueur de l’année WPT. En juillet, il termine cent vingt-deuxième du Main Event des WSOP et gagne 40 288 USD. En septembre, il réussit à vaincre 1 168 joueurs en remportant l’event #38 des World Championship of Online Poker (WCOOP) sur PokerStars [530$ NLHE, 1R1A], remportant un peu plus de 230 000 USD. Deux jours plus tard, il gagne l’event #43 (plus de neuf mille joueurs), raflant au passage 263 000 USD.
En 2010, avec sept millions de dollars de gains cumulés durant sa carrière sur les tournois de poker en direct, il est désormais considéré comme un sportif de haut niveau : la société Lagardère Unlimited s'occupe depuis mai 2010 de la gestion des droits et de l'exploitation commerciale de son image, au même titre que les sportifs Richard Gasquet et Gaël Monfils. Le 24 octobre 2010, il remporte le Barrière Poker Tour de Lille et ajoute 45 400 euros à ses gains dans les tournois.

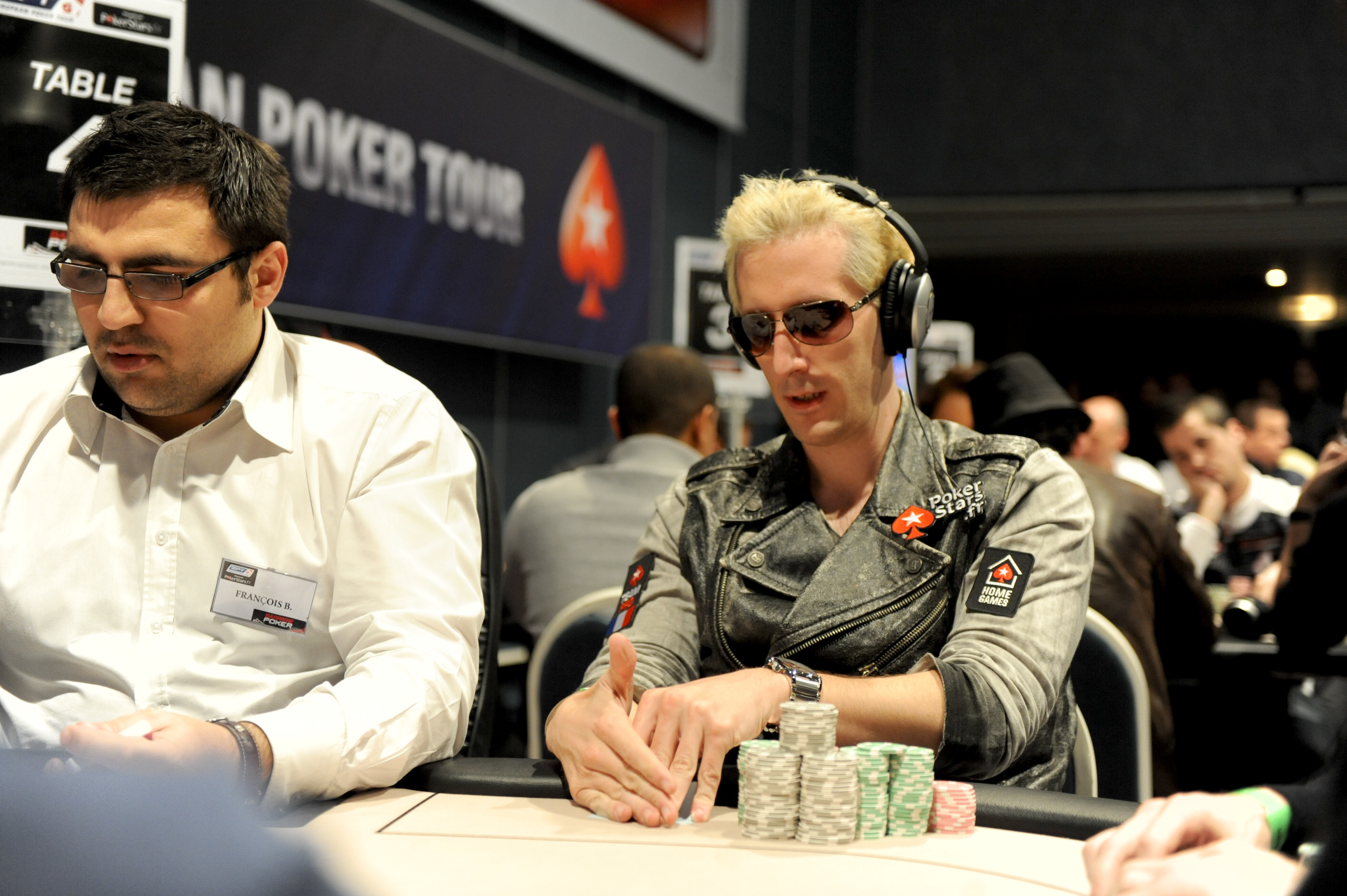
Bertrand Grospellier, le 28 janvier 2011 lors du tournoi de Deauville de l'European Poker Tour.

Après de nouvelles places payées, le 7 mai 2011, il remporte son second tournoi High Roller en marge de l’EPT à Madrid et les 525 000 euros qui l'accompagnent (officieusement, il y a eu une negociation en table finale avec Benjamin Spindler : 410 000 euros chacun et une prime de 20 000 euros pour le vainqueur).
Le 15 juin 2011, il remporte son premier bracelet aux WSOP, lors du Seven Card Stud Championship a 10 000 USD, devant cent vingt-six joueurs. Véritable exploit pour Elky qui participait à son premier tournoi live dans cette variante : il parvient à se défaire de Steve Landfish après plusieurs heures de Head's up et plusieurs retournements de situation improbable (Elky n'avait en effet pas plus de deux grosses blinds en guise de tapis au bout d'une heure de face-à-face). Outre les 331 639 USD promis au vainqueur, il devient le sixième français à remporter un bracelet aux WSOP (après Gilbert Gross, Claude Cohen, Patrick Bruel, David Benyamine et Vanessa Hellebuyck), mais aussi le quatrième joueur à posséder la célèbre Triple Crown (triplé, WPT-WSOP-EPT), après Gavin Griffin (en), Roland De Wolfe (en) et Jake Cody (en).
Il parvient à atteindre la table finale du Main Event et du High Roller du World Poker Tour Marrakech avec un gain de 47 000 USD. Il termine ensuite vingtième du 2000 European Poker Tour Prague en décembre 2011.
En 2011 et 2012, lors de la création du classement Global Poker Index, ElkY oscille entre la première et la deuxième place. Le 22 novembre 2013, il est classé vingt-cinquième de ce classement, mais il est le premier europeen du classement de la décennie en 2014.
En avril 2018, à la fin de son contrat de sponsoring par Pokerstars, il signe un nouveau contrat avec Party Poker (en). En Novembre 2019, il remporte son second bracelet WSOP lors du tournoi Colossus WSOP à Rozvadov, où il finit premier devant 2 737 adversaires.
En avril 2020, il annonce qu'il sera désormais l’ambassadeur de la room GGPoker et met fin à son contrat avec Party Poker.

#### Gains
En novembre 2019, les gains cumulés au poker d'Elky sont de 13 953 497 USD. Ses gains en tournoi les plus importants (supérieurs à 500 000 $) sont les suivants :
| Tournoi                                                       | Event                                                            | Place | Gain          |
| ------------------------------------------------------------- | ---------------------------------------------------------------- | ----- | ------------- |
| 2017, World Series of Poker 2017, 48th event, Las Vegas       | $ 111,111 No Limit Hold'em - High Roller for One Drop (Event #6) | 2e    | 2 278 657 USD |
| 2012, EPT - 8 - Grand Final, Monte Carlo                      | € 100,000 No Limit Hold'em - Super High Roller                   | 3e    | 621 000 EUR   |
| 2011, EPT - 7 - Grand Final, Madrid                           | € 25,500 No Limit Hold'em - High Roller                          | 1re   | 525 000 EUR   |
| 2009, Seventh Annual Five Star World Poker Classic, Las Vegas | $ 25,500 No Limit Hold'em - Championship Event                   | 3e    | 776 245 USD   |
| 2008, EPT PCA Paradise Island                                 | $ 8,000 PokerStars Caribbean Adventure                           | 1re   | 2 000 000 USD |
| 2008, 6th Annual Festa Al Lago Classic, Las Vegas             | $ 15,400 WPT Championship                                        | 1re   | 1 411 015 USD |

### Engagement caritatif
Bertrand Grospellier est membre du Club des champions de la paix, un collectif d'athlètes de haut niveau créé par Peace and Sport, une organisation internationale basée à Monaco et qui œuvre pour la construction d'une paix durable grâce au sport. [Quand ?] Bertrand Grospellier s’est rendu au Timor oriental, petit pays d’Asie du Sud-Est. Le champion de poker est notamment allé à la rencontre des deux mille enfants du centre « Action for Change Foundation ».

### Télévision
Elky est apparu en 2010 dans la saison 6 de l'emission américaine de poker High Stakes Poker, diffusée sur la chaine GSN
Il est aussi apparu dans la sixième saison de La Maison du bluff, sur NRJ12.
En 2015, il apparaît dans Poker Night in America, diffusée sur CBS Sports.

## Publications
- Kill Elky, MA Editions, 2009 (OCLC 470869409)
- Kill Elky 2: Stratégies avancées, MA Editions, 2010 (OCLC 762584085)
- Kill Elky 3: L'avantage du poker agressif en tournois, MA Editions, 2011 (OCLC 937827082)
- The raiser's edge : tournament poker strategies for today's agressive game, Monarch Books, 2011 (OCLC 753915967)

### Vidéos
- La chaîne de P.A.U.L, « PVR #15 : Elky - Le premier pro gamer français de l'Histoire », sur YouTube, 26 mars 2016, documentaire qui retrace le parcours d'Elky.
- ELKY le prodige du poker sur le site de l'INA